# Buck Boucher
John George „Buck“ Boucher (* 19. August 1896 in Ottawa, Ontario; † 17. Oktober 1960) war ein kanadischer Eishockeyspieler, der für die Ottawa Senators, Montreal Maroons und Chicago Black Hawks in der National Hockey League spielte.

## Karriere
Boucher startete seine sportliche Laufbahn als Halfback im Football-Team Ottawa Rough Riders, erst nach drei Jahren wechselte er zum Eishockey. Dort begann er als Stürmer in der Ottawa City League bei den Burghs. Zur Saison 1917/18 wechselte er in die NHL zu den Ottawa Senators.
Mit den Senators gewann der Linksschütze zwischen 1920 und 1927 viermal den Stanley Cup, 1928 wechselte er zu den Montreal Maroons. Bis zu seinem Karriereende 1932 bei den Chicago Blackhawks absolvierte Boucher 457 NHL-Spiele, dabei erzielte er 122 Tore und 62 Assists. Nach seiner aktiven Karriere war er als Trainer bei den Senators, den Boston Bruins, den St. Louis Eagles und den Blackhawks aktiv.
Buck Boucher erkrankte 1954 an Krebs, drei Wochen vor seinem Tod im Jahr 1960 wurde er in die Hockey Hall of Fame aufgenommen. Auch seine vier Brüder Frank, Joe, Bobby und Billy waren professionelle NHL-Spieler.

## Karrierestatistik
(Legende zur Spielerstatistik: Sp oder GP = absolvierte Spiele; T oder G = erzielte Tore; V oder A = erzielte Assists; Pkt oder Pts = erzielte Scorerpunkte; SM oder PIM = erhaltene Strafminuten; +/− = Plus/Minus-Bilanz; PP = erzielte Überzahltore; SH = erzielte Unterzahltore; GW = erzielte Siegtore; 1 Play-downs/Relegation; Kursiv: Statistik nicht vollständig)